# 國立競技場站
國立競技場站（日语：／ Kokuritsu-kyōgijō eki */?）是位於日本東京都新宿區霞丘町，屬於東京都交通局（都營地下鐵）大江戶線的鐵路車站。車站編號是E 25。副站名為「東京體育館前」。本站位於新宿區與澀谷區交界上，東側的車站內部與出入口位於新宿區霞丘町，西側則位於澀谷區千駄谷。

## 歷史
- 2000年（平成12年）
  - 4月20日：隨大江戶線新宿－本站段啟用而開業，成為大江戶線的終點站。
  - 12月12日：大江戶線全線開業，成為中途站。列車不再以本站為終點站，但部分班次仍從本站開出。
- 2002年（平成14年）11月2日：汐留站開業後，取消所有自本站開出的班次。
- 2021年7月16日－9月30日：隨著2020東京奧運帕運的舉行，本站以期間限定的方式使用副站名「奧運體育場·東京體育館」（オリンピックスタジアム・東京体育館）以及列車接近音樂（『Make The Beat!』計畫的「2020 Beat」的改編版本）[2]。

## 車站構造
本站為島式月台1面2線的地下車站。部分牆壁有中國周朝時代的金石文10字磁磚，分別為「投、打」、「步、走」、「揚、泳」、「跳、蹴」、「射、飛」。
A1出口與剪票口之間的通道，以及大廳與月台之間的階梯可見車站周邊名勝照片。
A2出口與剪票口之間的大廳是為了舒緩附近國立競技場（原為國立霞丘競技場）與明治神宮棒球場等觀眾人潮所設置。而該大廳附近的牆壁上有大型地下鐵車資表供民眾參考。
為了避免前往國立代代木競技場的乘客誤於本站下車（應於原宿站或明治神宮前站下車），本站剪票口及月台附近也貼有提示的訊息。

### 月台配置
| 月台 | 路線     | 目的地                     |
| ---- | -------- | -------------------------- |
| 1    | 大江戶線 | 六本木、大門、門前仲町方向 |
| 2    | 大江戶線 | 新宿、都廳前、光丘方向     |

（來源：都營地下鐵:車站構內圖（页面存档备份，存于））
環狀路段先行開業時，本站僅使用1號線，代代木側有緊急用橫渡線可讓列車從下行線進入上行線。

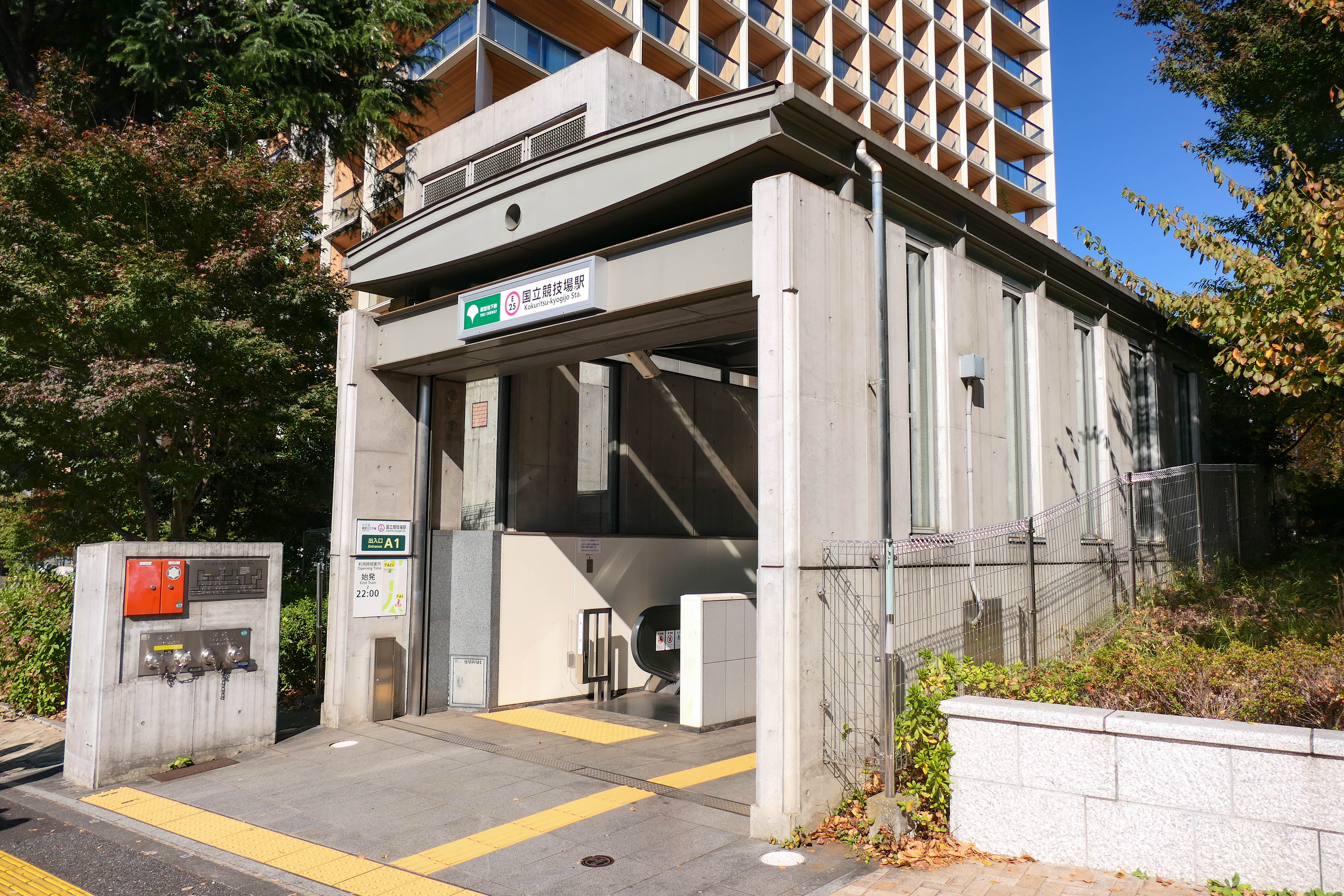
A1出入口（2022年11月）
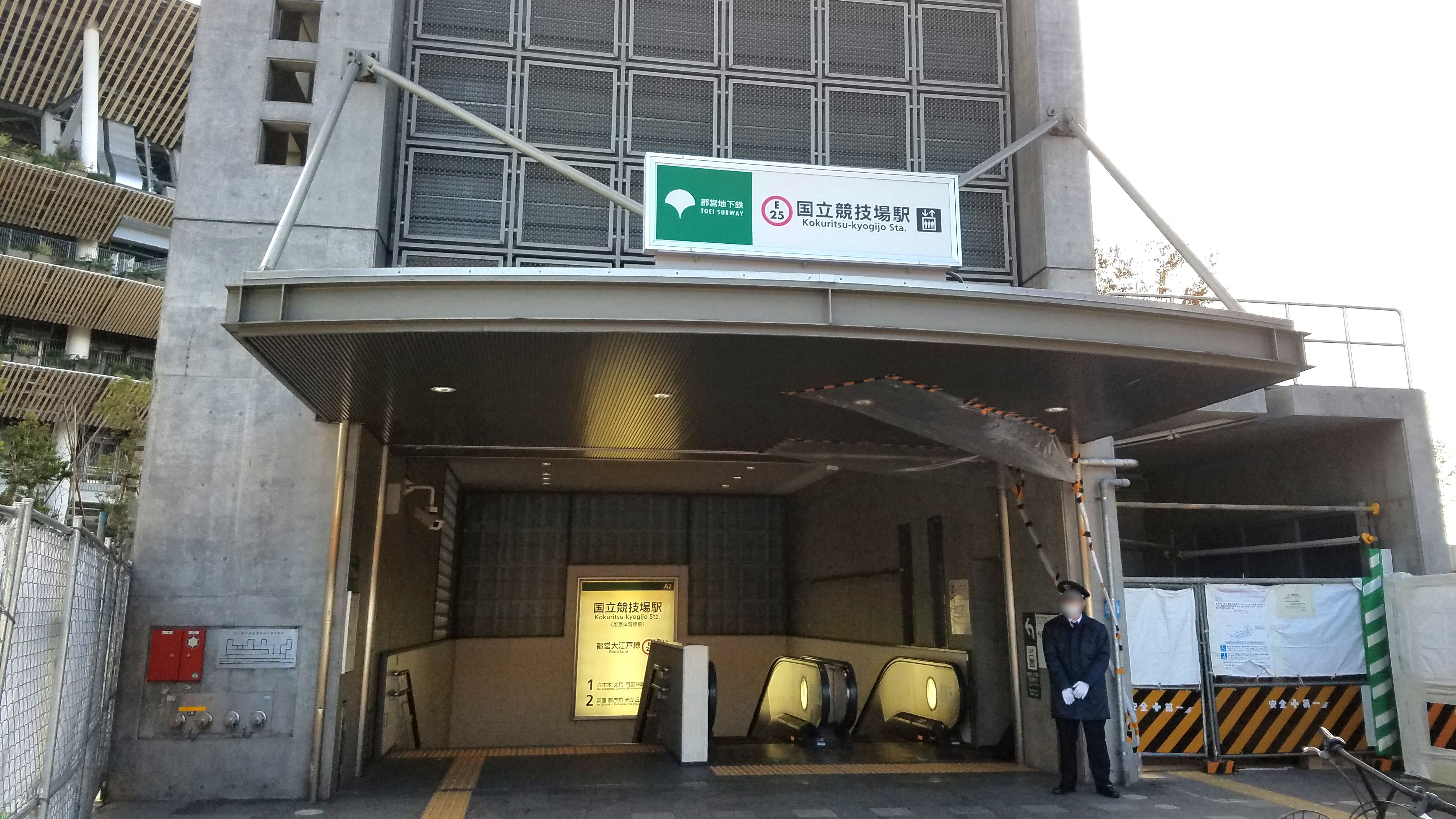
A2出入口（2019年12月）
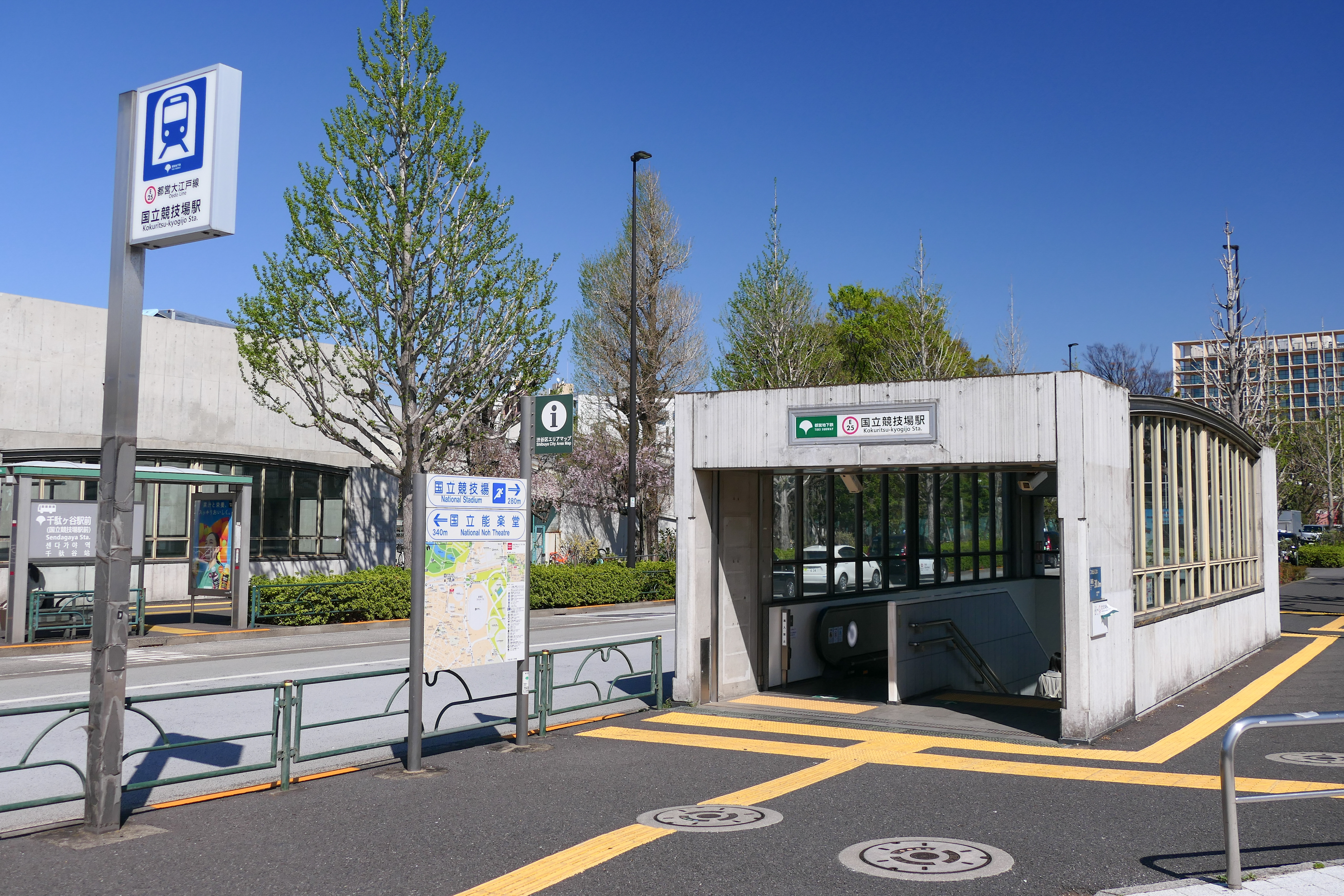
A4出入口（2024年4月）
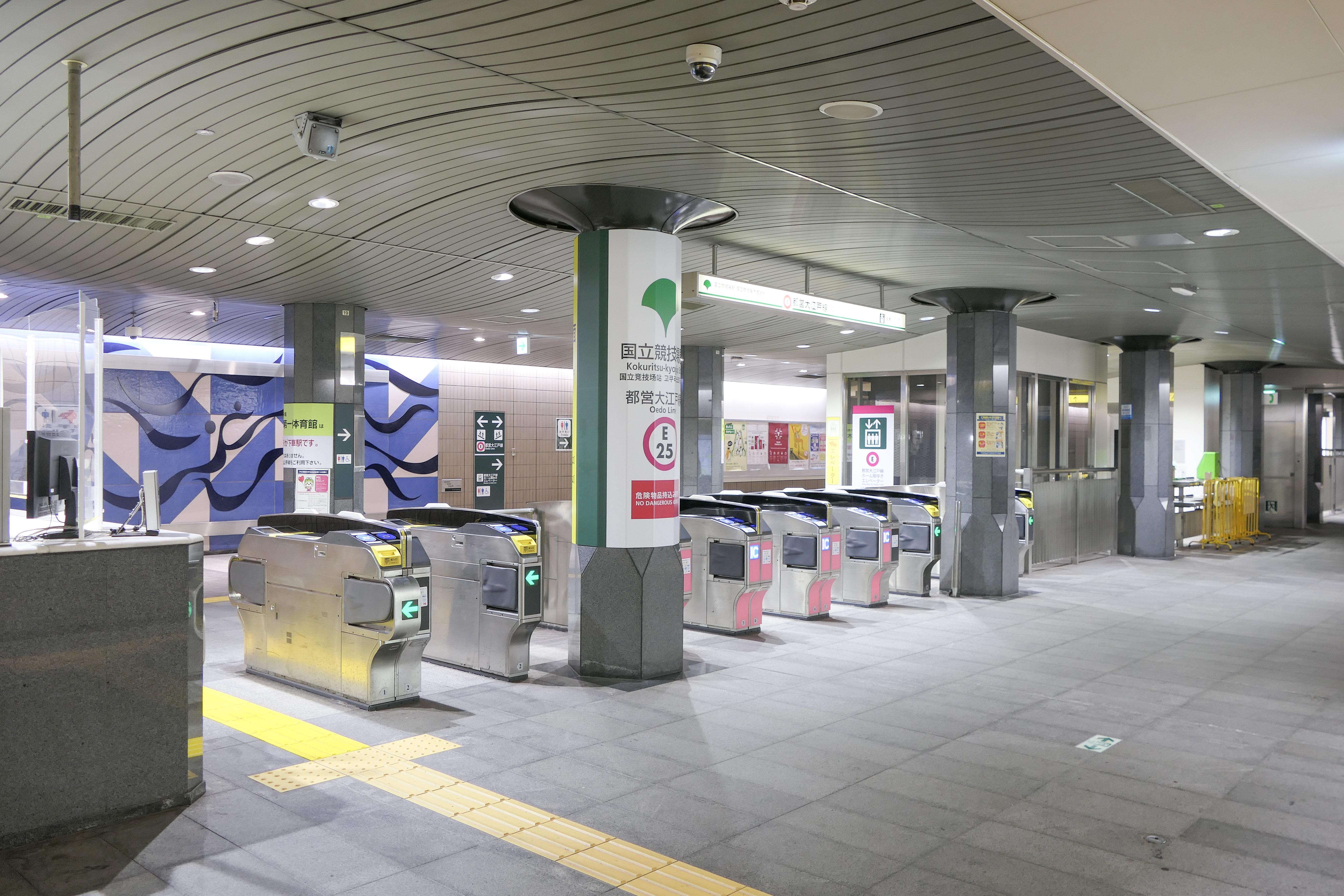
往國立競技場方向的驗票閘口（2024年4月）
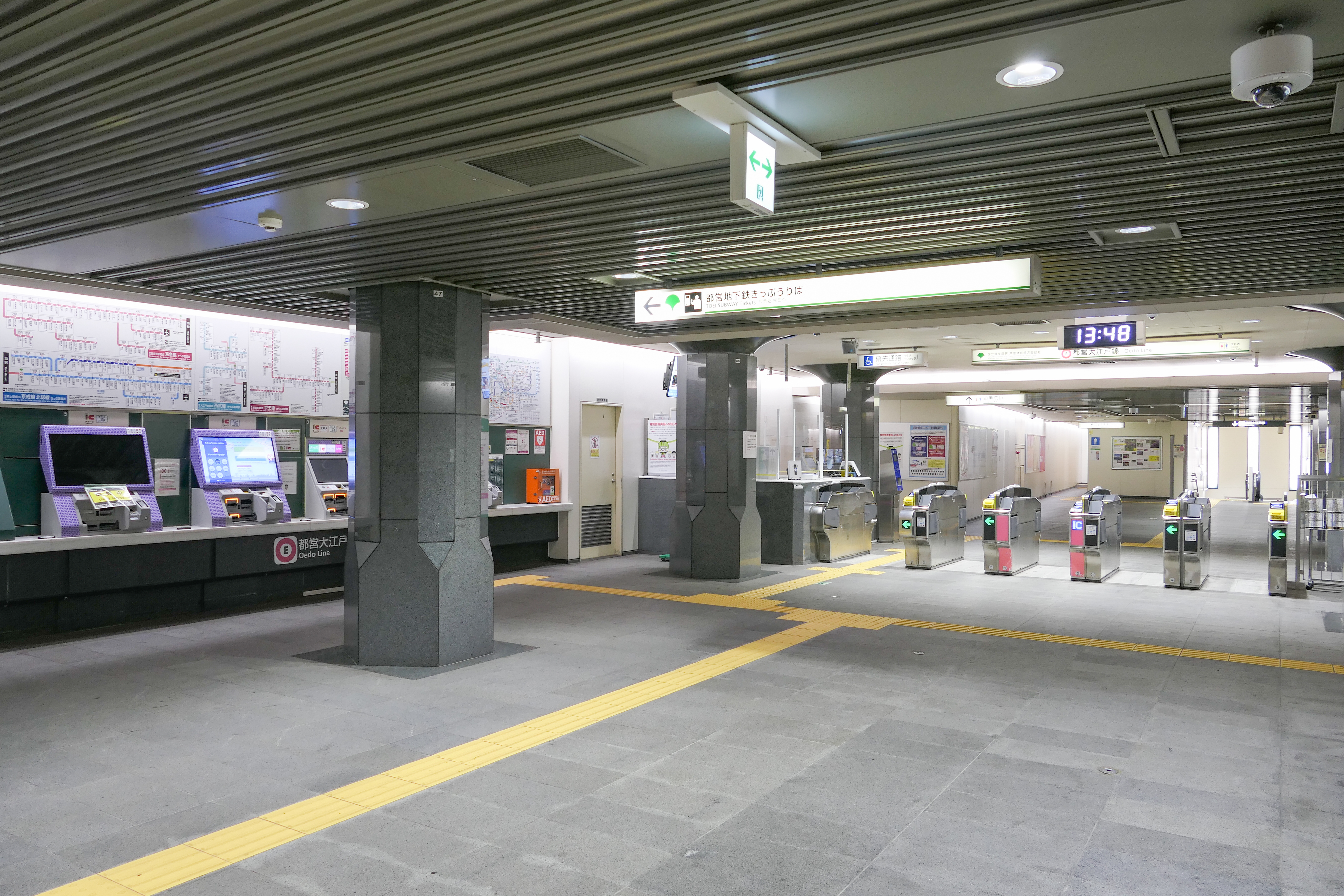
往東京體育館方向的驗票口（2024年4月）
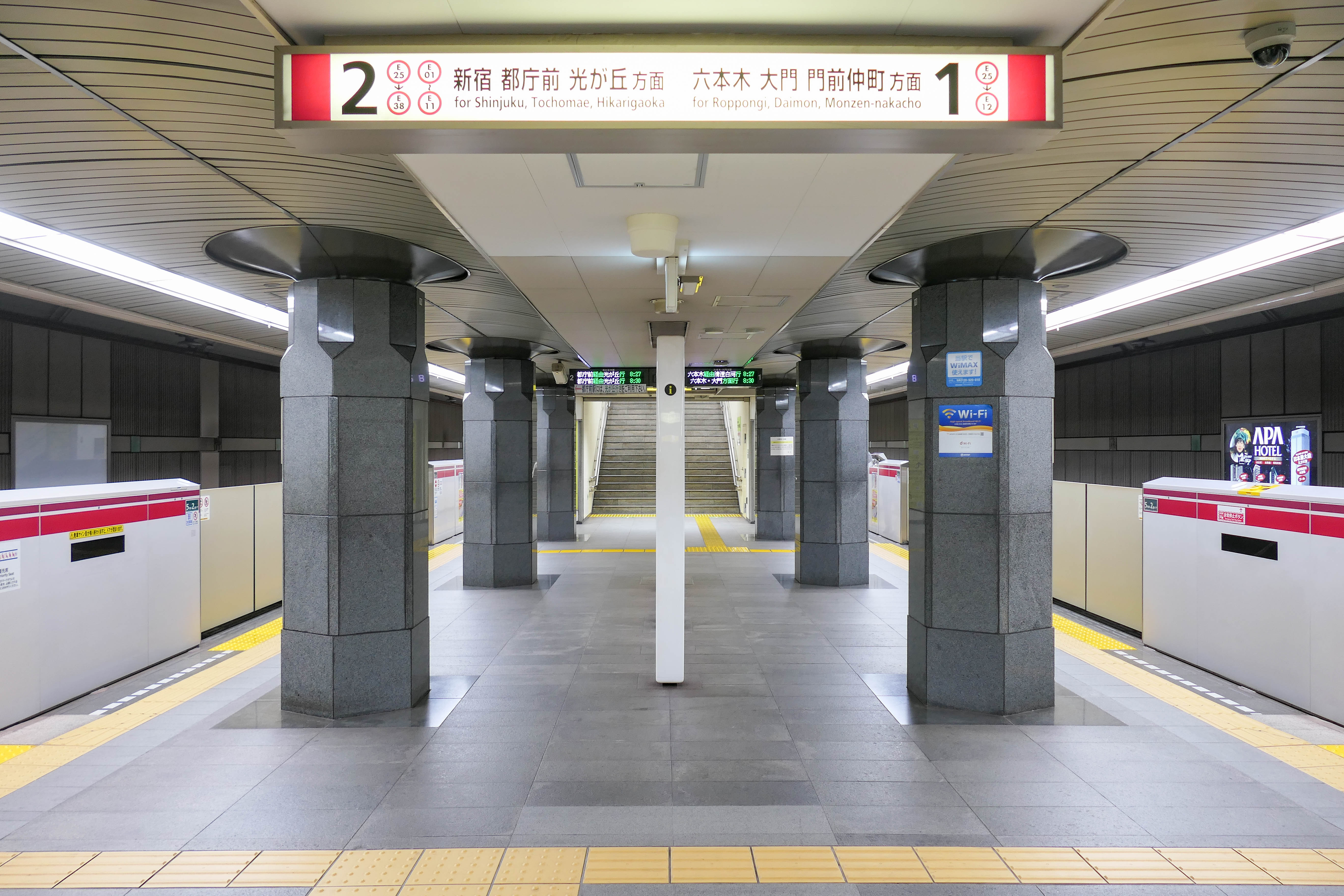
1號與2號月台（2022年11月）

## 利用狀況
2017年度1日平均上下車人次為10,366人（上車人次5,187人、下車人次5,179人）。2013年度以前是大江戶線使用人數倒數第二的車站，2014年度被豐島園站超越後成為大江戶線運量最低的車站。
開業以來1日平均上下車、上車人次變化如下表。
| 年度               | 1日平均 上下車人次 | 1日平均 上車人次 | 來源     |
| ------------------ | ------------------ | ---------------- | -------- |
| 2000年（平成12年） |                    | 2,514            | [ * 1 ]  |
| 2001年（平成13年） |                    | 3,814            | [ * 2 ]  |
| 2002年（平成14年） |                    | 4,419            | [ * 3 ]  |
| 2003年（平成15年） | 9,165              | 4,615            | [ * 4 ]  |
| 2004年（平成16年） | 9,206              | 4,640            | [ * 5 ]  |
| 2005年（平成17年） | 9,714              | 4,932            | [ * 6 ]  |
| 2006年（平成18年） | 9,894              | 4,978            | [ * 7 ]  |
| 2007年（平成19年） | 10,647             | 5,333            | [ * 8 ]  |
| 2008年（平成20年） | 10,439             | 5,229            | [ * 9 ]  |
| 2009年（平成21年） | 10,434             | 5,278            | [ * 10 ] |
| 2010年（平成22年） | 10,335             | 5,166            | [ * 11 ] |
| 2011年（平成23年） | 10,118             | 5,056            | [ * 12 ] |
| 2012年（平成24年） | 10,300             | 5,167            | [ * 13 ] |
| 2013年（平成25年） | 11,600             | 5,860            | [ * 14 ] |
| 2014年（平成26年） | 9,513              | 4,735            | [ * 15 ] |
| 2015年（平成27年） | 8,897              | 4,413            | [ * 16 ] |
| 2016年（平成28年） | 9,285              | 4,615            | [ * 17 ] |
| 2017年（平成29年） | 10,366             | 5,187            |          |

## 車站周邊
- 千駄谷站－JR中央線各站停車（A5出口）
- 信濃町站－同上（A1出口）
- 北參道站－東京地下鐵副都心線
- 新宿御苑
- 首都高速道路4號新宿線 外苑出入口
- 明治神宮外苑
  - 國立競技場
  - 日本體育振興中心（日语：日本スポーツ振興センター）總部
  - 明治神宮野球場（較接近銀座線外苑前站）
  - 東京體育館
  - 聖德紀念繪畫館
  - 滑冰場
  - 五人制足球千駄谷球場
- 將棋會館（日语：将棋会館）
  - 日本將棋聯盟東京本部
- 東京勤勞者醫療會代代木醫院（日语：東京勤労者医療会）
- 國立能樂堂
- 日本青年館
- 澀谷千駄谷郵便局
- 日本電腦設計專門學校
- 明治公園
- SECOM HOMELIFE（日语：セコムホームライフ）本社
- 津田塾大學千駄谷校區
- 慶應義塾大學信濃町校區、慶應義塾大學醫院（A1出口）
- 新宿區立四谷第六小學、幼稚園

### 巴士路線

#### 千駄谷站前
- 都營巴士
  - 早81：早大正門 - 東京女子醫大 - 四谷三丁目 - 千駄谷站前 - 原宿站（→澀谷區役所（日语：渋谷区役所）） - 澀谷站
  - 黑77：千駄谷站 - 北青山三丁目 - 西麻布 - 廣尾橋 - 目黑站

#### 千駄谷站（東京體育館）
- 八公巴士（日语：ハチ公バス）
  - 神宮之杜線：澀谷站八公口→澀谷區役所→明治神宮（原宿站）→明治神宮前站→表參道之丘→表參道站→南青山三丁目交差點→神宮前二丁目→明治公園前→千駄谷站（東京體育館）→國立能樂堂→北參道交差點→參宮橋→代代木站→北參道交差點→國立能樂堂→千駄谷站（東京體育館）→千駄谷二丁目→神宮前二丁目→南青山三丁目交差點→表參道站→表參道之丘→明治神宮前站→明治神宮（原宿站）→澀谷區役所→澀谷站八公口

## 相鄰車站
都營地下鐵
 大江戶線
青山一丁目（E 24）－國立競技場（E 25）－代代木（E 26）

### 來源
東京都統計年鑑
1. ↑  .   [2017-05-29]. （原始内容存档于2016-03-04）.
2. ↑  .   [2017-05-29]. （原始内容存档于2016-03-04）.
3. ↑  東京都統計年鑑（平成14年）[永久]
4. ↑  東京都統計年鑑（平成15年）[永久]
5. ↑  東京都統計年鑑（平成16年）[永久]
6. ↑  東京都統計年鑑（平成17年）[永久]
7. ↑  東京都統計年鑑（平成18年）[永久]
8. ↑  東京都統計年鑑（平成19年）[永久]
9. ↑  東京都統計年鑑（平成20年）[永久]
10. ↑  .   [2017-05-29]. （原始内容存档于2016-03-26）.
11. ↑  .   [2017-05-29]. （原始内容存档于2016-03-27）.
12. ↑  .   [2017-05-29]. （原始内容存档于2016-03-25）.
13. ↑  .   [2017-05-29]. （原始内容存档于2016-03-27）.
14. ↑  東京都統計年鑑（平成25年）[永久]
15. ↑  .   [2017-05-29]. （原始内容存档于2017-07-30）.
16. ↑  .   [2017-05-29]. （原始内容存档于2018-11-09）.
17. ↑  .   [2019-02-25]. （原始内容存档于2019-05-02）.

## 外部連結
- 國立競技場 - 東京都交通局